# Pulau Tikus

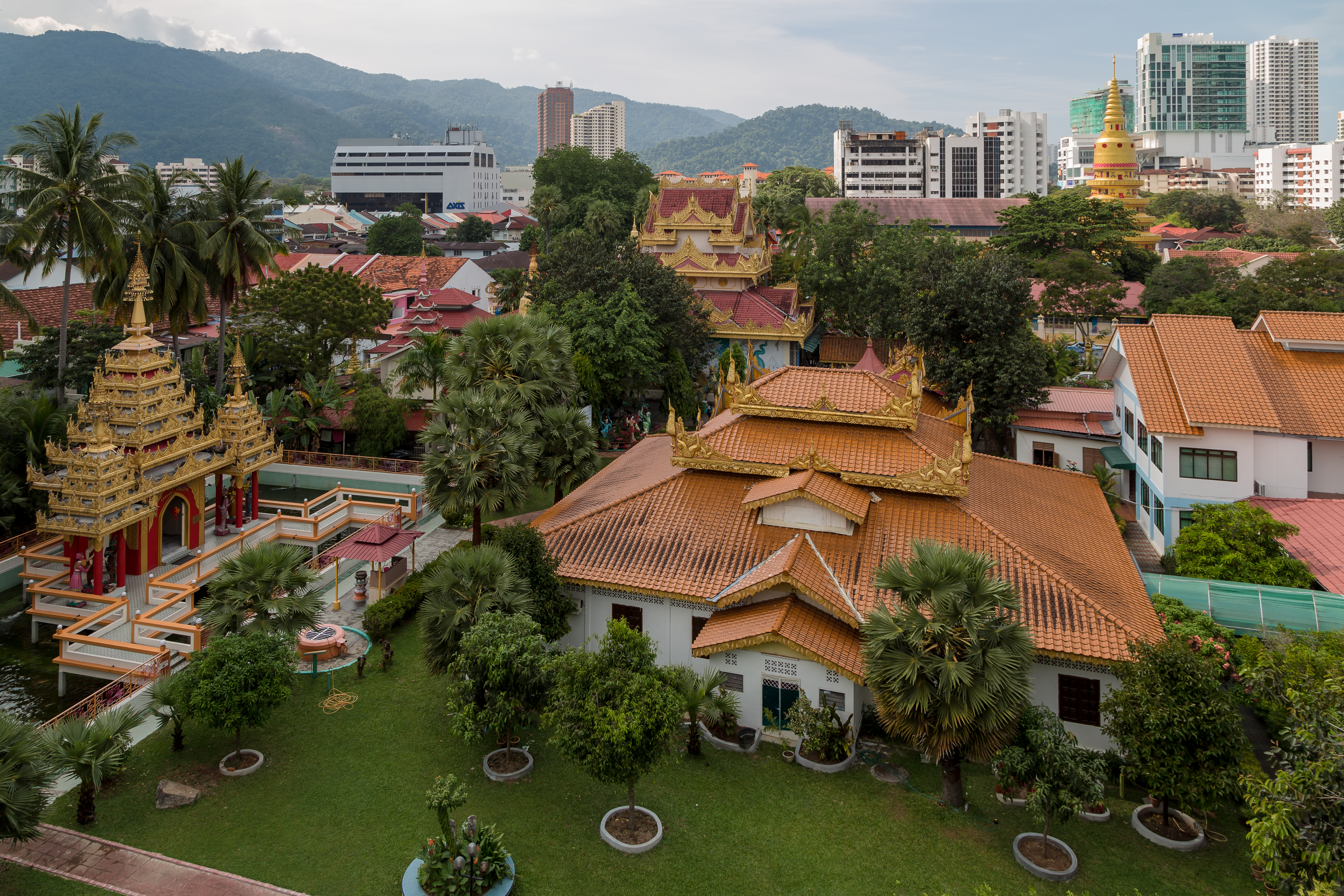
Đền Dhammikarama Miến Điện được xây dựng vào năm 1803, là ngôi đền Phật giáo Miến Điện đầu tiên ở Malaysia.

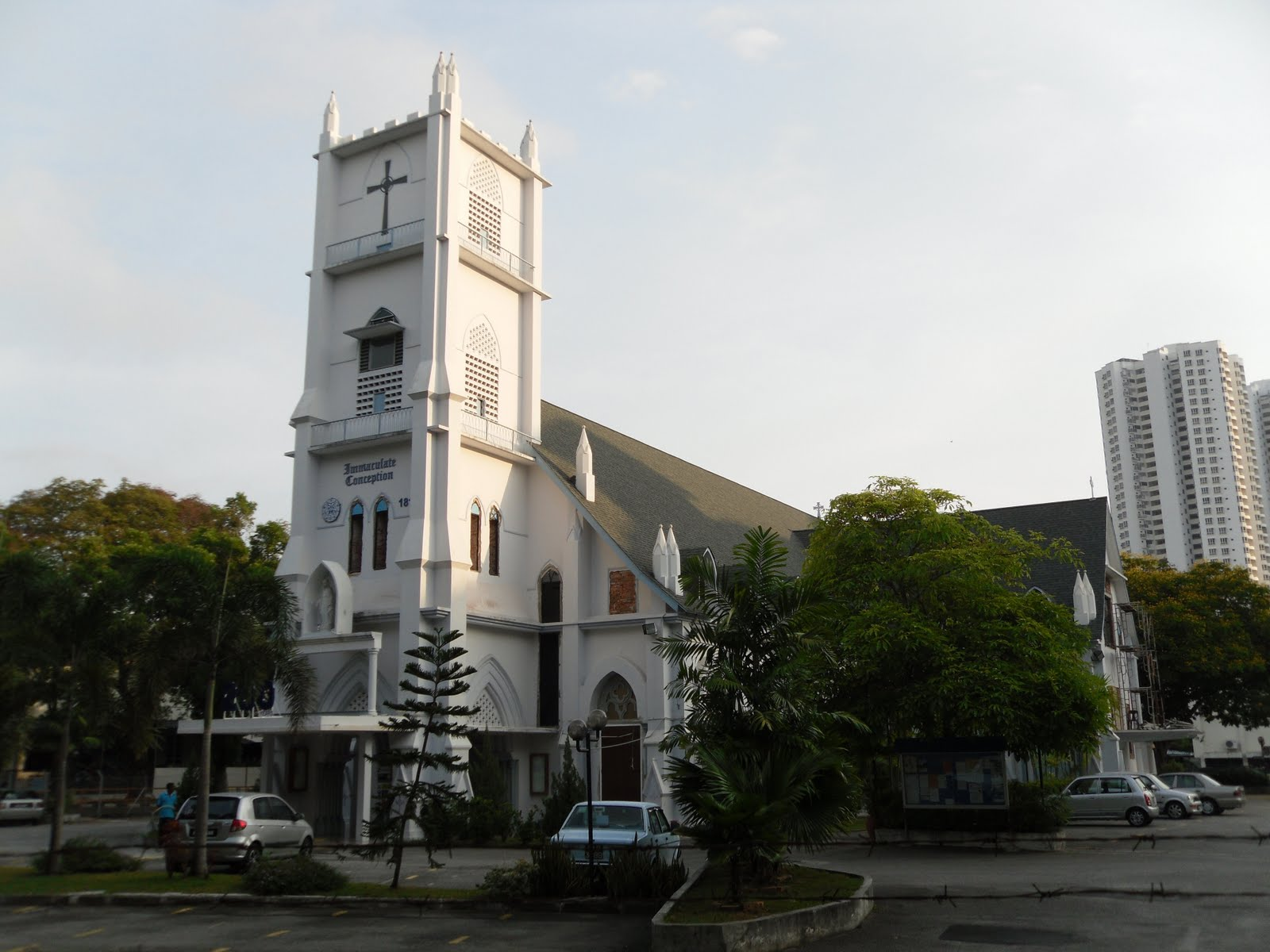
Nhà thờ Đức Mẹ Vô Nhiễm đã được khánh thành vào năm 1811 bởi cộng đồng Á-Âu của vùng ngoại ô.

Pulau Tikus là một vùng ngoại ô phía tây bắc của George Town ở Penang, Malaysia. Nằm giữa trung tâm thành phố và Tanjung Tokong, khu ngoại ô cao cấp này được đặt tên theo một tảng đá bên ngoài bờ biển Penang. Pulau Tikus là một trong những địa điểm nổi tiếng với ẩm thực Penang và những ngôi nhà của người dân tộc thiểu số nhỏ người Âu Á, người Thái và người Miến Điện.
Được thành lập sau khi thành lập Thuyền trưởng Francis Light khám phá ra đảo Penang vào năm 1786, Pulau Tikus trở thành nơi hội tụ các nền văn hóa từ những ngày đầu khi nước Anh cai trị. Các cộng đồng nói trên đã xây dựng những nhà thờ ấn tượng ở Pulau Tikus, chẳng hạn như các nhà thờ Công giáo và các ngôi chùa Phật giáo với lối thiết kế, kiến trúc mang đậm dấu ấn quê hương.

Ngoài ra, một số lãnh sự quán đã được thành lập ở đây.

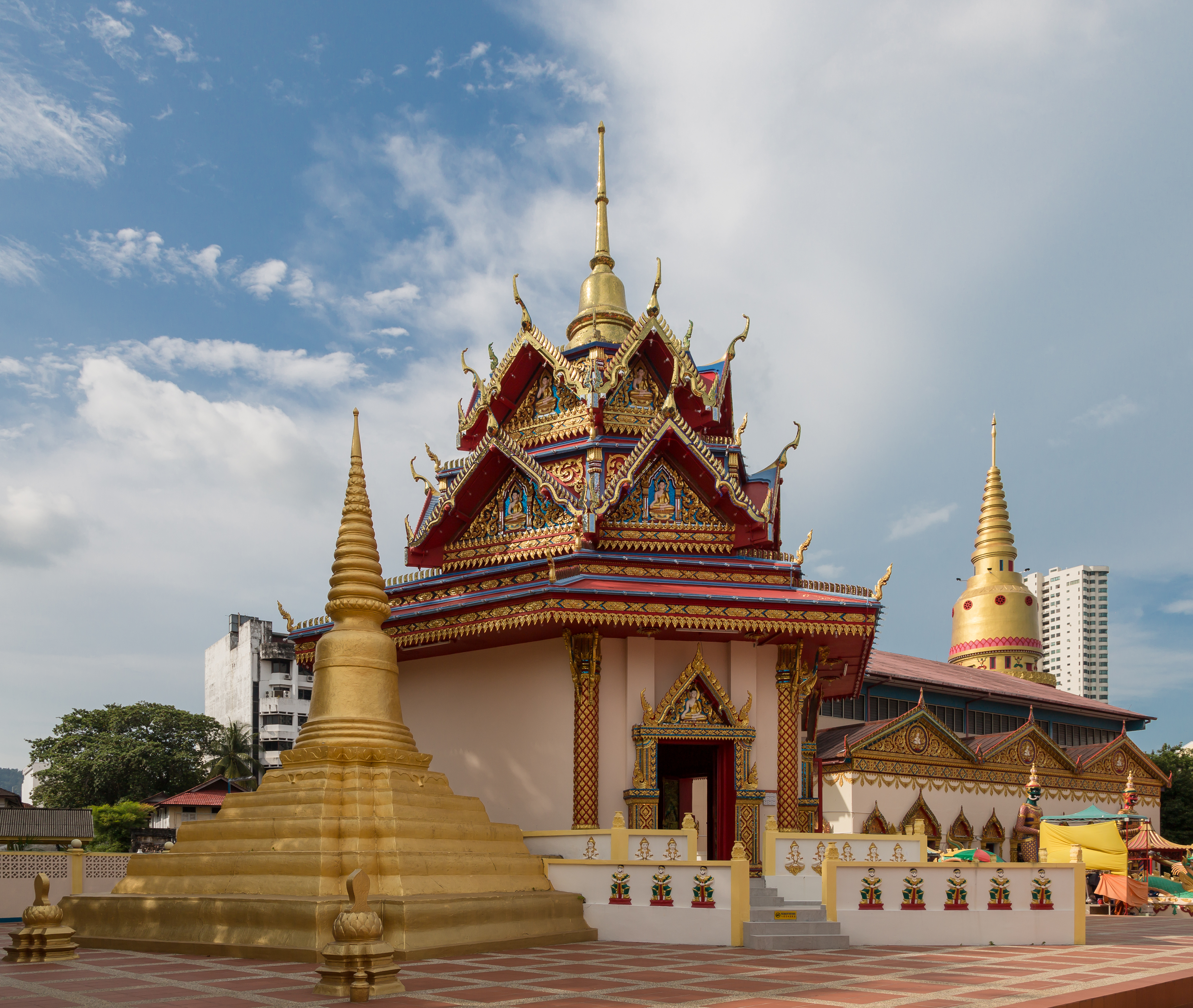
Wat Chaiyamangkalaram là một ngôi chùa Phật giáo Thái Lan được xây dựng vào năm 1845 trên một mảnh đất được tặng bởi Nữ hoàng Victoria.

## Từ nguyên học
Pulau Tikus được đặt theo tên của Đảo Tikus (tiếng Mã Lai: Pulau Tikus)- một hòn đảo đá nhỏ cách vùng ngoại ô Tanjung Bungah 770 m (0,48 dặm). Pulau Tikus, có nghĩa là 'Đảo chuột' trong tiếng Mã Lai, được cho là có nguồn gốc từ những hòn đá và cồn cát của hòn đảo, trông giống như những con chuột khi thủy triều thấp.

## Địa lý
Pulau Tikus bắt đầu từ ngã ba đường Burmah và đường Edgecumbe, và kết thúc ngay trước ngã ba Bagan Jermal. Đường Burmah tạo thành con đường chính thông qua Pulau Tikus với trung tâm của vùng ngoại ô tại giao lộ của Đường Burmah với Đường Cantonment.

## Giáo dục

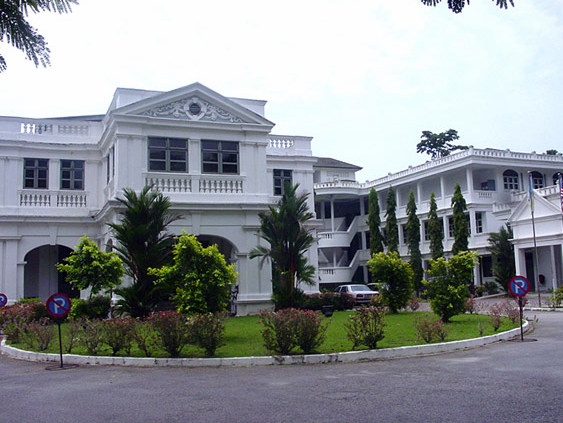
Tòa chính của Trường cao đẳng DISTED ở đường Macalister, George Town

Có ba trường tiểu học, bốn trường trung học và hai trường cao đẳng tư thục ở Pulau Tikus. Ngoài ra, ở Pulau Tikus có một trường tiểu học quốc tế phục vụ cho cộng đồng người nước ngoài.
Nơi đây có trường Trung học Nữ sinh Penang, một trong những trường Trung học hàng đầu ở Penang. Được thành lập vào năm 1919 tại đường Gottlieb, ngôi trường này góp phần tạo nên những thành tích học tập đáng ngưỡng mộ. Ngoài ra, trường trung học tư thục Phor Tay, trường Phật giáo đầu tiên ở Malaysia, cũng nằm ở Jalan Bagan Jermal, dọc theo phía tây Pulau Tikus.
Dưới đây là danh sách các trường học và trường cao đẳng tại Pulau Tikus:
Trường tiểu học
- Trường tiểu học nữ sinh Trung Quốc ở Penang[7]
- St. Xavier's Primary Branch School[8]
- Trường tiểu học nữ tu viện Pulau Tikus[9]

Trường trung học
- Trường trung học nữ tu viện Pulau Tikus
- Trường trung học nữ sinh Trung Quốc Penang
- Penang Chinese (Private) Girls' High School
- Trường trung học tư nhân Phor Tay [5]

Trường quốc tế
- Trường tiểu học quốc tế St. Christopher[10]

Trường cao đẳng tư thục
- Trường cao đẳng DISTED
- Trường cao đẳng PTPL

Trường Cao đẳng điều dưỡng và khoa học sức khỏe là trường cao đẳng điều dưỡng được điều hành bởi Bệnh viện Cơ Đốc Phục Lâm Penang, được xây ở gần bệnh viện này ở đường Burmah.

## Vùng lân cận
- Ayer Rajah
- Kampong Serani
- Kampung Siam